# Bielawskia cubana
Bielawskia cubana là một loài bọ cánh cứng trong họ Tenebrionidae. Loài này được Giorgio Marcuzzi miêu tả khoa học đầu tiên năm 1985.